# Charles Bisschops
Pour les articles homonymes, voir Bisschop.
Charles Bisschops, né à Liège, le 25 avril 1894 et mort à Rossignol en 1975, est un peintre, dessinateur et aquafortiste belge.
Son champ pictural couvre essentiellement les marines, les figures et les vues de villes de Provence, d'Espagne et d'Algérie.

## Biographie

### Famille
Charles (Jean Mathieu Charles) Bisschops, né rue du Pot d'Or no 28 à Liège, le 25 avril 1894, est le fils de Jean Bisschops (1869-1947), camionneur, et de Marie Antoinette Silvestre (1870-1928), cuisinière. Il épouse en 1920 Lucienne Coessens, née à Bruxelles le 8 août 1898, fille du sculpteur Jules Jacques Coessens et d'Anne Catherine Vanham,.

### Formation
Né à Liège, Charles Bisschops et sa famille s'installent à Bruxelles, où le futur peintre passe son enfance. Ses nombreuses visites au musée d'art ancien éveillent, dès ses dix ans, son attrait pour l'art. Il copie surtout au crayon et à l'huile les figures féminines représentées par Rubens et Jordaens. De 1912 à 1914, il est étudiant à l'Académie royale des beaux-arts de Bruxelles et reçoit l'enseignement de Constant Montald et de Jean Delville, tout en se rendant régulièrement au Musée Art et Histoire du Cinquantenaire, dont les sculptures l'attirent.

### Carrière
Charles Bisschops expose une peinture intitulée Salomé et trois gravures : Le Trottin, Un peu de poudre et La Femme au miroir au Salon de Bruxelles de 1914. Deux mois plus tard, sa carrière est interrompue par la guerre. Engagé comme combattant volontaire, il est blessé à deux reprises lors des combats sur l'Yser. Il s'établit ensuite à Ixelles, dans une petite maison comprenant un atelier à l'orée du Bois de la Cambre. Il effectue ensuite plusieurs voyages. Son premier périple le conduit en Provence et en Algérie, où il demeure durant six mois en 1921, avant d'entreprendre, en 1926, d'autres pérégrinations à Venise et de nouveau en Provence.
Charles Bisschops effectue d'autres voyages et expose dans de nombreuses galeries belges avant de s'installer, en 1965 à Rossignol, en Gaume, où il meurt en 1975.

## Œuvre

### Caractéristiques
Son champ pictural couvre essentiellement les marines, les figures et les vues de villes. Il réalise également des eaux fortes, comme les quatorze illustrations de La Légende d'Hiram parues en album. Après 1918, et durant quatre ans, son dessin, alors mince et un peu sec, constitue le prolongement esthétique de sa Salomé. Sa palette, obéissant à une vision délicate, établit des harmonies raffinées entre les chairs pâles et mates, entre les verts et les bleus, les jaunes assortis et déteints, le gris mauve des accessoires,… Cette façon de procéder constituant sa première manière.  
Ses voyages au début des années 1920, modifient quelque peu son art. En Provence, il adopte sa seconde manière, n'utilisant presque plus la brosse, préférant le couteau qu'il manie avec une aisance vigoureuse. L'Afrique du Nord et le Midi de la France transforment sa vision qui devient passionnée, racontant en des pages vibrantes les paysages pittoresques dans une lumière vive et chaude.
Charles Bisschops abandonne sa vision morbide des nus bruxellois au profit d'œuvres, telles que L'Espagnole, Femme de Aïn-Diss, Danseuse Oued Naïl, Mauresque ou L'enfant au coq. Il représente aussi des scènes de la vie publique : Le Fondouck, Fillette portant un enfant et Matin aux Martigues. Son second voyage dans le sud de l'Europe voit naître en lui un peintre lyrique, devenu très coloriste. 
En 1959, Charles Bisschops expose une quarantaine de toiles au palais des Beaux-Arts de Charleroi. Le quotidien Le Soir publie une critique élogieuse : « L'artiste s'y révèle, une fois encore, le voyageur infatigable, épris des ruelles de Tolède, du peuple d'Ávila, et de la sauvage beauté des Pyrénées aragonesques. Le double visage de l'Espagne ne cesse de le préoccuper, celui de foule pimpante des fêtes populaires et des beau dimanches, et celui, sèvère et mélancolique des horizons burinés par le soleil. Le romantisme de Charles Bisschops prend un accent fervent lorsqu'il peint Le Picador, le taureau qu'il appelle un Dieu et la rencontre d'un muletier dans un paysage désertique. L'artiste est l'héritier des orientalistes de la fin du siècle passé. Il est pleinement maître de son talent ».

### Collections muséales
Des œuvres de Charles Bisschops sont conservées au Musée des Beaux-Arts de Charleroi, au Beaux-Arts Mons, au Musée des Beaux-Arts de Tournai, au Musée Charlier, au Musée Gaspar à Arlon, au Musée Ziem à Martigues et au Musée des arts étrangers à Riga.